# Río Seco (paroisse civile)
Pour les articles homonymes, voir Rio Seco.
Río Seco est l'une des sept paroisses civiles de la municipalité de Miranda dans l'État de Falcón au Venezuela. Sa capitale est Río Seco.

## Géographie

### Démographie
Hormis sa capitale Río Seco, la paroisse civile possède plusieurs localités dont :
- Acorote
- Cuajaracume
- El Lindero (partagé avec Urumaco)
- Río Seco
- San Gregorio